# Retrato de George Villiers, primer Duque de Buckingham
El "retrato perdido" de George Villiers, primer Duque de Buckingham es un retrato, pintado alrededor de 1625 por el artista flamenco Pedro Pablo Rubens, de George Villiers, primer Duque de Buckingham.
La pintura fue descubierta en 2017 por el comerciante de arte e historiador del arte Dr. Bendor Grosvenor en Pollok House, la casa ancestral de las familias Stirling Maxwell en Pollok Country Park, Glasgow, Escocia.
La pintura se creyó una copia de un Rubens que había estado perdido casi 400 años, pero una vez que las capas de suciedad y sobrepintes fueron retiradas a lo largo de dos meses por el restaurador de arte Simon Gillespie, la pintura original de Rubens fue revelada. Ben van Beneden, director de la  Rubenshuis en Amberes, confirmó la autenticidad de la atribución.